# Ruhollah Khatami
Sayyid Ruhollah Khatami (født 1903 eller 1904, død 29. oktober 1988) var en senior Tolver Shia lærd fra byen Yazd i nuværende Iran, bedst kendt som biologisk fader til en velkendte religiøse skikkelser i den offentlige sfære, særskilt den daværende iranske præsident Mohammad Khatami.